# Stenolagria matthewsi
Stenolagria matthewsi là một loài bọ cánh cứng trong họ Tenebrionidae. Loài này được O.Merkl miêu tả khoa học đầu tiên năm 1987.